# Robert Lucien Chapuis
Robert Lucien Chapuis (Vescemont, 4 april 1935 - 8 maart 2009) was een rooms-katholiek bisschop in Madagaskar. Hij werd in 1962 tot priester gewijd bij de Société des Missions Etrangères à Paris en werd de eerste bisschop van Mananjary in 1968. In 1973 nam hij ontslag als bisschop.

## Bron
- Robert L. Chapuis op www.catholic-hierarchy.org